# Paranapanema
Paranapanema é um município brasileiro do estado de São Paulo. Segundo o IBGE, sua população estimada em 2021 era de 20 588 habitantes. O município é formado pela sede e pelo distrito de Campos de Holambra.

## Estância turística
Paranapanema é um dos 29 municípios paulistas considerados estâncias turísticas pelo Estado de São Paulo, por cumprirem determinados pré-requisitos definidos por Lei Estadual. Tal status garante a esses municípios uma verba maior por parte do Estado para a promoção do turismo regional. Também, o município adquire o direito de agregar junto a seu nome o título de Estância Turística, termo pelo qual passa a ser designado tanto pelo expediente municipal oficial quanto pelas referências estaduais.

## Toponímia
Paranapanema é um vocábulo tupi, composto por paraná (rio) + panema (ruim) e significando "rio ruim, imprestável, de navegação difícil".

## História
Em 1856 Fernando de Melo doou terras para o povoado de Nossa Senhora do Bom Sucesso. Já em 20 de abril de 1859 foi criada a freguesia de Bom Sucesso que pertencia ao município de Itapeva. Em 10 de março de 1885 foi elevada à categoria de Vila, sendo que a primeira Câmara foi instalada em 2 de maio de 1886. Somente em 30 de novembro de 1944 ganhou autonomia e recebeu o nome de Paranapanema que significa em tupi rio sem peixe.

## Geografia
Localiza-se a uma latitude 23º23'19" sul e a uma longitude 48º43'22" oeste, estando a uma altitude de 610 metros. Possui uma área de 1.018,724 km².
A cidade fica à margem do rio Paranapanema, e é servida pela Rodovia Raposo Tavares.

### Hidrografia

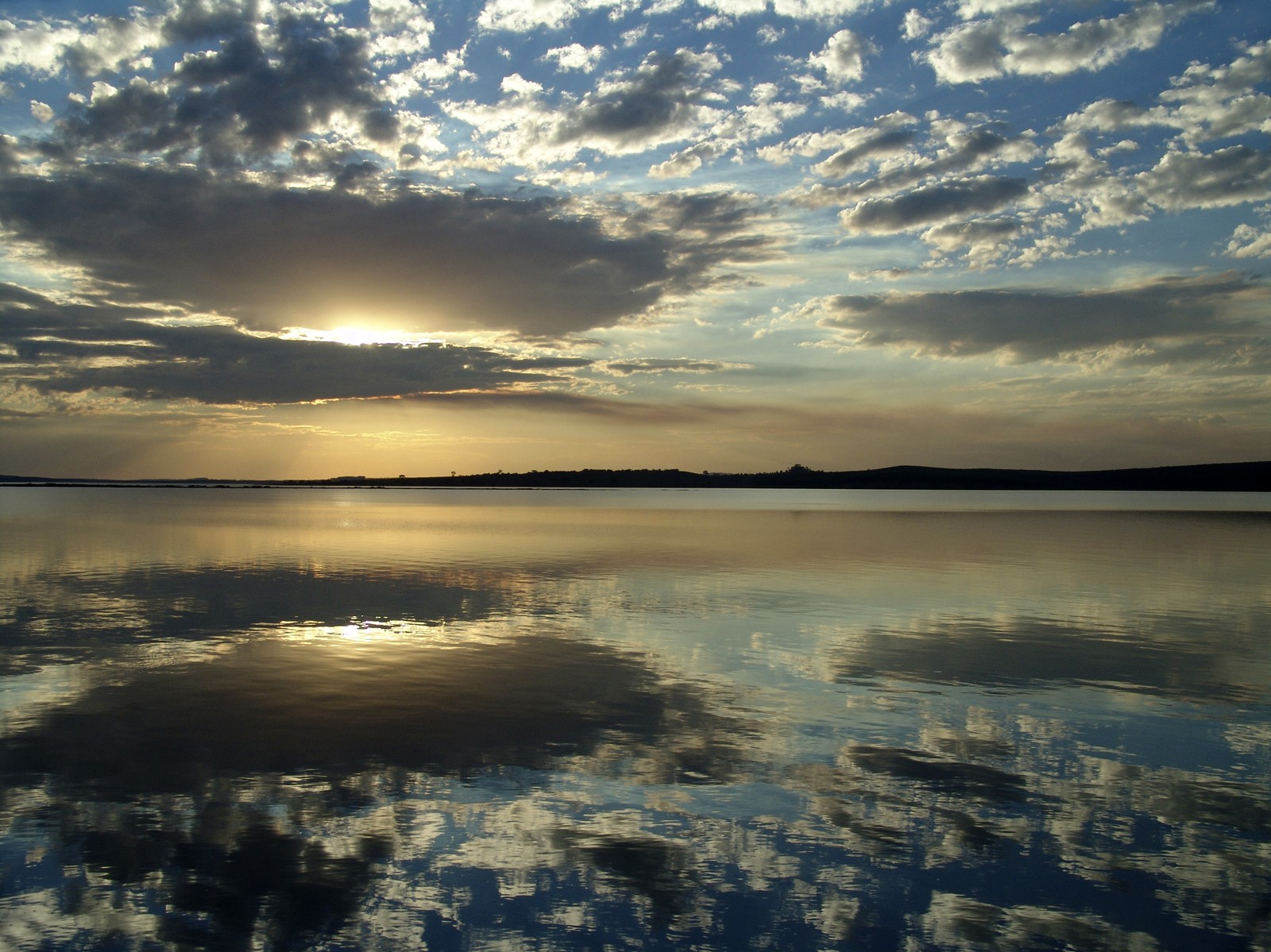
O rio Paranapanema no município.

- Rio Paranapanema
- Rio Apiaí-Guaçu
- Rio Guareí
- Rio de Santo Inácio[12]

### Rodovias
- SP-268
- SP-270[11]

## Demografia
Dados do Censo - 2022
- População residente: 19.395
- Densidade demográfica (hab./km²): 19,04
- Mortalidade infantil (óbitos por mil nascidos vivos): 14,04
- Escolarização (6 a 14 anos): 98,1% (em 2010)
- Índice de Desenvolvimento Humano (IDH-M): 0,717 (em 2010)

## Política e administração
- Prefeito: Rodolfo Hessel Fanganiello (2021)[14]
- Vice-prefeito: Aroldo Donizete Augusto
- Presidente da câmara: Cleber Ferreira da Silva Hulshof  (2021/2022)
- No governo estadual pertence à Região Administrativa de Sorocaba.[15]

## Infraestrutura

### Transportes

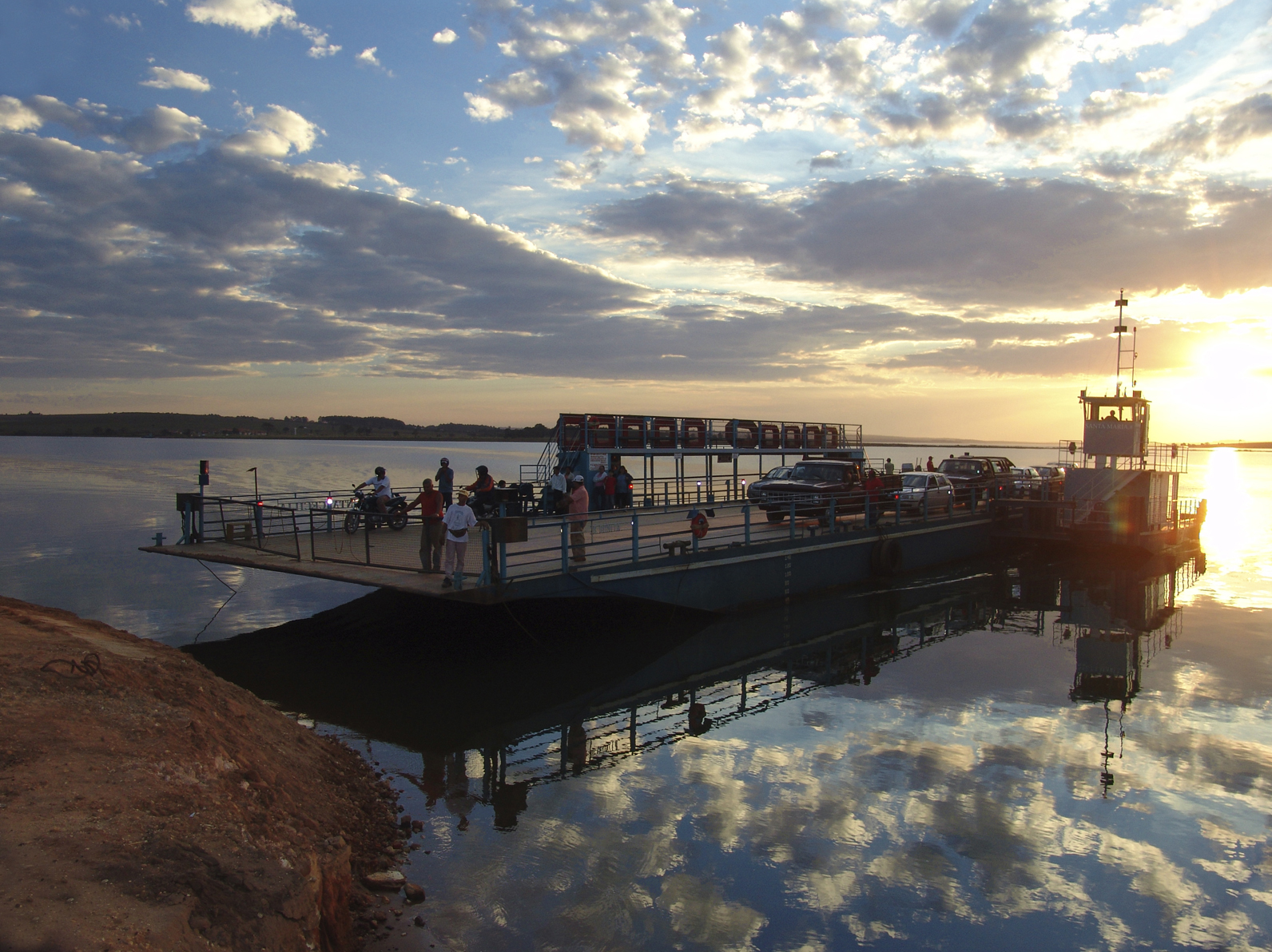
Balsa que faz ligação com Itatinga e SP-280.

- Rápido Turismo Ltda.
- Empresa Ônibus Manoel Rodrigues
- Balsa Itatinga – Paranapanema[11]
- Princesa do Norte

### Comunicações
O sistema de telefones automáticos foi inaugurado na cidade em 1980 pela Telecomunicações de São Paulo (TELESP), que também implantou o sistema de discagem direta à distância (DDD) em 1982 com o código de área (0147).
Na década de 90 o código DDD da cidade foi alterado para (014), para padronização do sistema telefônico com a telefonia celular que estava sendo implantada em todo o estado.

## Turismo
- Campos de Holambra
- Represa de Jurumirim

## Religião
- 69,4% Católicos Romanos
- 22,5% Protestantes
- 1,0% Testemunhas de Jeová
- 0,9% Outras Religiosidades Cristãs
- 0,5% Espírita
- 1,2% Não Determinada e Múltiplo Pertencimento
- 0,001% Não Sabe
- 4,5% Sem Religião[18]

O Cristianismo se faz presente na cidade da seguinte forma:

### Igreja Católica
- A igreja faz parte da Diocese de Itapetininga.[20]

### Igrejas Evangélicas
Entre as igrejas protestantes históricas, pentecostais e neopentecostais, encontram-se na cidade:
- Assembleia de Deus Ministério do Belém.[23][24]
- Congregação Cristã no Brasil.[25]